# Т-20 «Комсомолець»
Т-20 «Комсомолець» (рос. «Комсомолец») — радянський гусеничний броньований артилерійський тягач, що випускався з 1936 року.

## Історія створення
Артилерія РСЧА в другій половині 1930-х років потребувала легкого захищеного бронею маневреного тягача, оскільки кінна тяга на той час вже не задовольняла потреби військ. Легкий артилерійський тягач такого класу доцільно було створювати на базі уже створених автомобілів чи тракторів з використанням добре освоєних агрегатів шасі і ходової частини, що цілком підходили для цієї мети за своїм технічним параметрам. Силовим агрегатом міг стати бензиновий 4-циліндровий двигун ГАЗ-А потужністю 40 к. с., разом з автомобільними зчепленням і коробкою передач, широко застосовуваний практично на всіх малих танках, що вже випускалися тоді.
Перший такий тягач, «Піонер», був спроектований в 1935 році за зразком швидкохідного трактора «Мармон-Херінгтон» з автомобільним двигуном Ford V-8 в Науковому автотракторному інституті (НАТІ) під керівництвом А. С. Щеглова.
В кінці 1936 року, в КБ заводу № 37 в Москві, під керівництвом головного конструктора заводу Астрова був створений повноцінний швидкохідний броньований гусеничний тягач «Комсомолець» Т-20 (заводський індекс 020 або А-20).
На ГАЗі в 1940—1941 роках були побудовані (провідні конструктори Н. І. Дьячков і С. Б. Михайлов, конструктори агрегатів С. А. Соловйов, В. Р. Сторожко, випробувач А. Ф. Хмелевський) легкі тягачі ГАЗ-20 («Комсомолець-2») з двигуном ГАЗ-М і ГАЗ-22 (Т-22) на базі легкого танка Т-40 (котки з індивідуальною торсіонної підвіскою) з двигуном ГАЗ-11. Всі вони мали задні ведучі зірочки, кабіну і платформу від вантажного автомобіля ГАЗ-ММ, а за своїми тяговим властивостями могли буксирувати установки дивізійної і зенітної артилерії. Однак через виявлені суттєві недоліки військові від цих тягачів відмовилися.
Випуск «Комсомольця» припинили у липні 1941 року: армією більшою мірою були потрібні легкі танки. Всього було виготовлено 7780 машин трьох виробничих серій, що дещо відрізнялися будовою платформи, сидінь, системи охолодження, ходової частини, озброєння. Вони отримали широке застосування в Червоній Армії і зіграли помітну роль в її моторизації. Так, станом на 1 січня 1941 року у військах налічувалося 4401 «Комсомолець» (20,5 % парку спеціальних тягачів) при належних по штату 2810.
До речі, по штатам, затвердженим у квітні 1941 року, у кожній стрілецької дивізії належало мати 21 машину; до початку війни число тягачів цього типу у військах досягло 6700 одиниць.

## Будова і обладнання
Машина мала клепано-зварний корпус з бронелистів товщиною 7-10 мм, що захищали екіпаж — водія і командира-стрільця — від куль гвинтівкового калібру і дрібних осколків. Крім того, командир мав оборонне озброєння — танковий кулемет ДП в рухомій масці. Кабіна екіпажу, броньована з усіх боків, мала зверху два люка, а спереду і з боків — відкидні бронещитки, що прикривали оглядові щілини, пізніше замінені кулестійкими блоками «триплекс».
За кабіною перебувало моторне відділення (двигун, як і для «Піонера», розташовувався ззаду і був розгорнутий маховиком вперед), закрите зверху броньовим капотом з відкидними кришками. Над ним, за бронеперегородкою, розміщувалося вантажне відділення з двома блоками поздовжніх тримісних сидінь.
Будучи розгорнуті назовні, вони утворювали своїми спинками борти вантажної платформи для перевезення боєзапасу і артилерійського спорядження.
При перевезенні артилеристи розміщувалися спинами один до одного, в габаритах тягача.
У негоду при тривалих маршах міг встановлюватися закритий тент з віконцем, при цьому висота машини збільшувалася до 2,23 м.

### Рушій і трансмісія
- На тягачі встановлювався чотирициліндровий чотиритактний карбюраторний двигун М-1 потужністю 50 к. с. (37 кВт) з карбюратором «Зеніт» із економайзером та збагачувачем суміші.
- Пуск двигуна здійснювався з допомогою електростартера МАФ-4006 потужністю 0,8-0,9 к. с. (0,6-0,7 кВт) та від заводної рукоятки.
- У системі запалювання застосовувалася бобіна ІГ-4085 і переривач-розподільник ІГФ-4003.
- Двигун розташовувався за кабіною і був захищений броньовим капотом[3].
- Повітря для системи охолодження спочатку втягувалося вентилятором через бічні повітрозабірники над гусеницями, що при русі в суху погоду викликало сильне забруднення двигуна і його швидкий знос. На останній серії тягачів повітрозабірники були перенесені в більш чисту зону між спинками сидінь.
- Для підвищення живучості машини у командира-стрільця було дубльоване управління (крім перемикання передач), що в роки війни не раз виручало у разі поранення або загибелі водія.
- Місткість бензобака, обладнаного бензовказувачем, становила 115 л.
- Крім того, був витратний бачок ємністю 3 — 6,7 л (в залежності від серії).
- Чотириступінчаста коробка передач обеспечивавала чотири передачі вперед і одну передачу заднього ходу.
- Одноходовый демультиплікатор від тривісного автомобіля ГАЗ-ААА подвоював число ступенів в трансмісії, що дозволяло мати два діапазони: тяговий і транспортний.
- Звідси і можливість мінімальної («повзучої») швидкості руху до 2-2,5 км/год при тяговому зусиллі на гаку до 3000 кг.

Інші агрегати трансмісії: головну передачу, бортові фрікциони з гальмами, бортові передачі з провідними зірочками, а також мілкочарункову гусінь, опорні і обгумовані котки, що підтримують, використовували від танка Т-38.

## Бойове використання

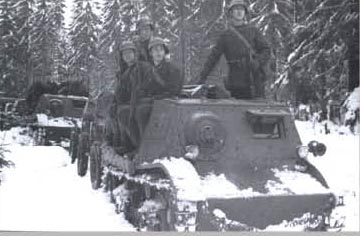

Після абсолютно кінної тяги артилерії часів Першої світової війни потреба у маневренних броньованих арттягачах, якими був Т-20 «Комсомолець», була дуже великою. Проте, потужності промисловості потреби армії у повній мірі забезпечити не змогли. Так, на практиці «Комсомольцями» були укомплектовані лише ударні частини, а також підрозділи мотопіхоти у складі стрілецьких частин.
Тягачі Т-20 брали участь у боях
- з Японією у озера Хасан в 1938,
- біля річки Халхін-Гол у 1939,
- радянсько-фінській та
- німецько-радянській війні[4].

На фронтах війни «Комсомольці», кількість яких постійно зменшувалося (на 1 вересня 1942 року в армії залишилося 1662 машини), продовжували нести службу.
За відсутності інших тягачів вони застосовувалися і для буксирування більш важкої зенітної і дивізійної артилерії, працюючи з перевантаженням. Крім того, влітку 1941 року при обороні і нанесення контрударів по ворогу тягачі «Комсомолець» іноді використовувалися, як кулеметні танкетки для боротьби з піхотою і як сурогат бронетранспортера.
Успішно використовували «Комсомольців» і партизани — легкі гусеничні тягачі добре показали себе при пересуванні лісом, до того ж завжди були забезпеченими автомобільними запчастинами.

## В інших країнах
Третій Рейх Велика кількість тягачів була захоплена німецькими військами у справному стані. «Комсомольці» у вермахті визначалися з позначенням leicht gepanzerter Artillerie Schlepper 630(r).